# オオハンゴンソウ
オオハンゴンソウ（大反魂草、学名：Rudbeckia laciniata）は、キク科オオハンゴンソウ属の多年草。環境省指定特定外来生物。空き地などで群生しているのをよく見かける。筒状花が緑黄色であることとと、花床の鱗片の形に著しい特徴がある。

## 分布
北米原産。日本や中国に帰化植物として移入分布している。日本へは明治中期に観賞用として導入され、1955年には野生化した。今では北海道から沖縄県まで日本全国に定着している。北海道、栃木県日光市、長野県などには大群落が見られる。

## 特徴
多年生の草本。茎の高さは0.5 - 3メートル (m) になる。茎は無毛で白っぽい。葉は互生し、下部のものは長い柄がついて羽状に5 - 7裂する。上部の葉は柄がなく、3 - 5裂するか分裂しない。葉の表面は無毛で、裏面は短毛があり、触るとざらつく。
花期は夏から秋（7 - 9月頃）で、計10 - 14枚の花弁は黄色で細長く、やや垂れ下がっている。頭花は径5 - 6センチメートル (cm) 、黄色の舌状花と緑黄色の筒状花からなり、花床は半球形、総苞片は葉状で2列に並ぶ。舌状花は10 - 14個で、のちにやや下向きに垂れる。花床の鱗片はへら形で、先はやや円いか直線形、背面上部に短毛を密生する。
果実は長さ5 - 6ミリメートルの痩果で、扁平で4稜あり、冠毛は癒着して環状となった葉状の突起になる。
道端、荒地、畑地、河川敷、湿原などさまざまな環境に生育する。一株当たり1600粒の種子を生産する。

## 外来種問題
現在では外来生物法により特定外来生物（第二次指定種）に指定されており、許可なく栽培・保管・運搬・輸入・譲渡を行うことは禁止されている。特に北日本や中部日本の高地で広く繁殖が確認されており、在来植物の生態系に影響を及ぼす恐れがある。そのため、日光国立公園戦場ヶ原、十和田八幡平国立公園、富士箱根伊豆国立公園、利尻島といった国立公園を始め、全国各地で駆除作業が行われている。しかし、オオハンゴンソウは地下茎や埋土種子（土壌シードバンク）で繁殖することができ、単純に刈り取るだけでは根絶は難しく、スコップなどで根ごと引き抜き、抜き取った根は焼却処分する必要がある。

## 変種
- Rudbeckia laciniata var. ampla A.Nelson) Cronquist
- Rudbeckia laciniata var. bipinnata Perdue
- Rudbeckia laciniata var. digitata (Mill.) Fiori
- Rudbeckia laciniata var. heterophylla (Torr. & A.Gray) Fernald & B.G.Schub.
- Rudbeckia laciniata var. laciniata

## 画像
- つぼみ
- 葉